# Niccoló Franzese
Pour les articles homonymes, voir Féry.

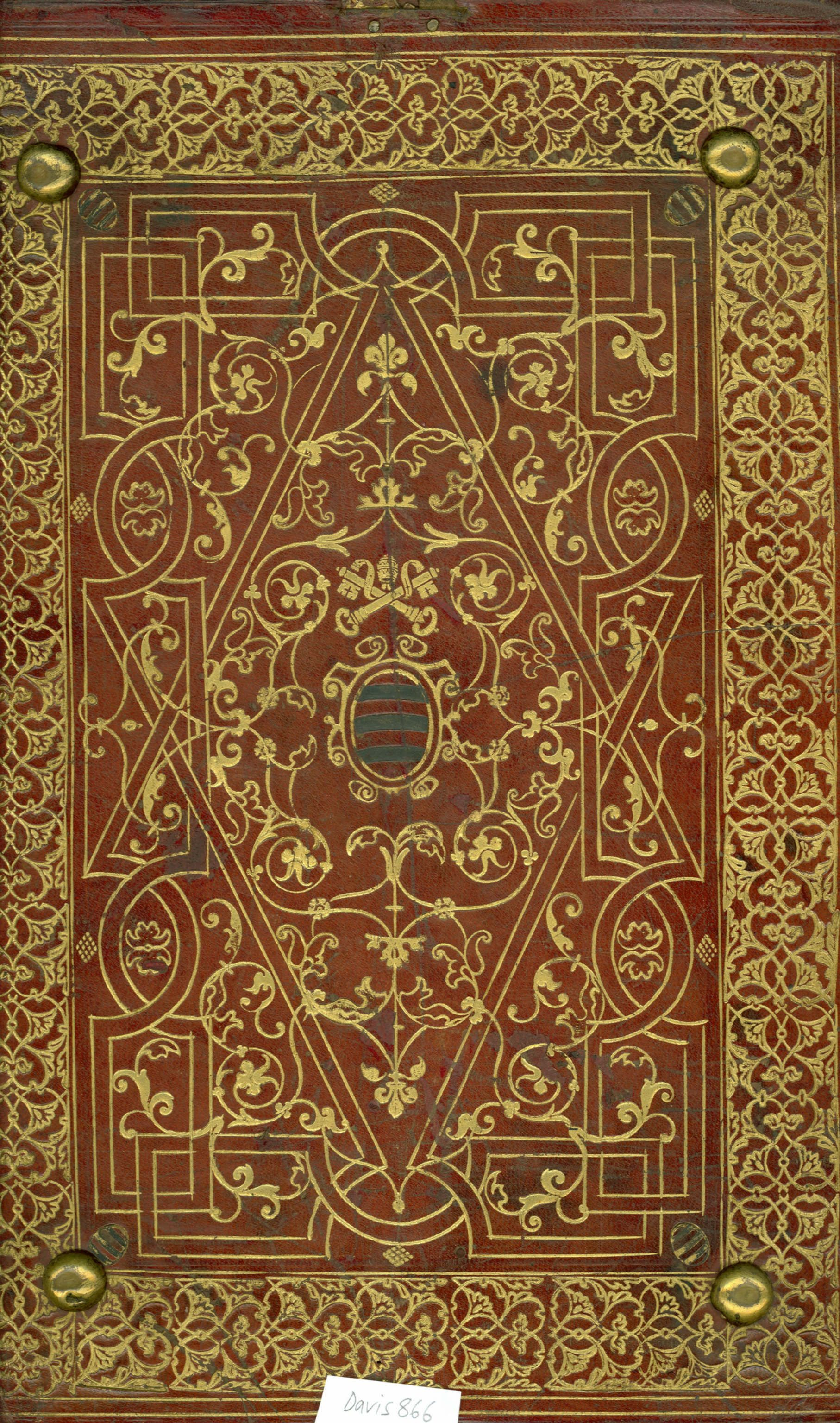
Reliure sur : Bible latine, Venise, vers 1495, aux armes du pape Paul IV.

Niccoló Franzese (Nicolas le Français), né Nicolas Fery au début du XVIe siècle, peut-être à Reims, est un relieur français actif à Rome de 1526 à 1570 environ ; il a introduit à Rome les styles de reliure français et y popularise les modes décoratives parisiennes.

## Carrière
Il a notamment travaillé pour la cour papale : à partir de 1542, il est responsable de la bibliothèque privée du pape Paul III et figure dans les comptes de cette bibliothèque sous la dénomination « maestro Nicolo libraro » ; de 1549 à 1554, il reçoit des commandes de la Bibliothèque vaticane dirigée par le cardinal et bibliothécaire Marcello Carvini ; en 1555 la tâche de relieur et restaurateur des bibliothèques du Vatican lui est confiée.
Niccolo Franzese est chargé  de 1544 à 1546 de constituer, avec deux autres libraires-relieurs (Maestro Luigi et Marcantonio Guillery), une bibliothèque d'environ deux cent volumes pour le patricien et banquier génois Giovanni Battista Grimaldi (1524-1612) qui a été accueilli dans l'académie littéraire fondée à Rome par Claudio Tolomei ; ce dernier lui procure une bibliothèque complète (libreria finita) afin de parfaire son éducation. Les ouvrages sont reliés en maroquin selon les canons de l'humanisme : olive ou brun pour les livres en latin, rouge pour les langues vernaculaires ; les plats sont ornés d'un emblème (impresa), un losange central contenant un médaillon ovale, rehaussé de couleurs à la main, dit « Apollon et Pégase » : il représente Apollon conduisant le char du soleil vers le mont Parnasse, sur lequel l'attend Pégase, avec la devise grecque ὂρθως καἰ μῆ λοξἰως ("droit et non tortueux") ; ce motif qui célèbre la virtù a été inventé pour Grimaldi par Tolomei ; il est horizontal sur les petits formats (in-octavo et in-quarto), vertical sur les in-folio.
Il travaille également pour Matteo Bellegeri.
Deux manuscrits médiévaux qu'il a reliés sont conservés à la Bibliothèque Laurentienne à Florence, les manuscrits Strozzi 184 et 88.

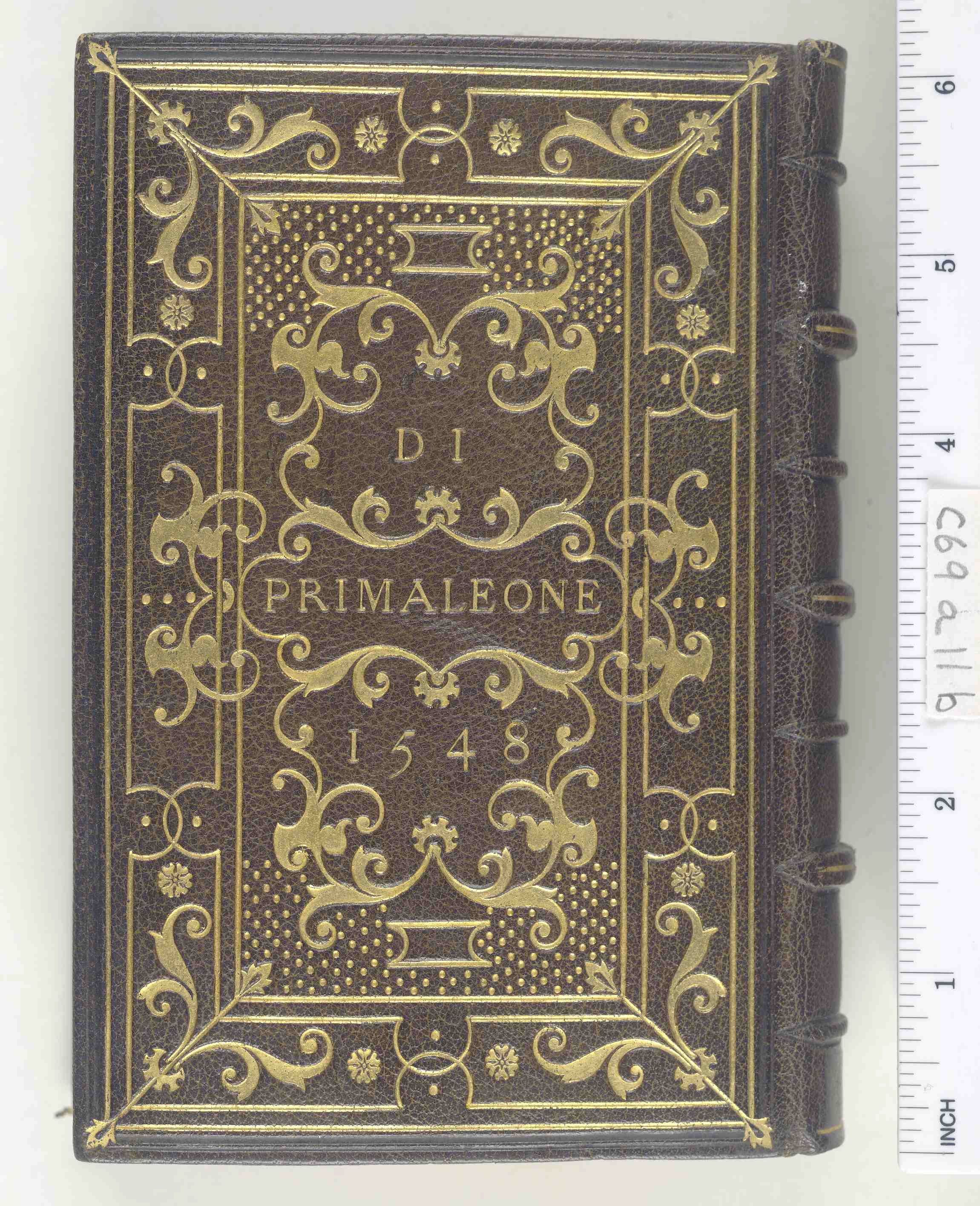
Reliure (plat inférieur) sur : Historia del invito cavalliero Platir, figliuolo de l'Imperatore Primaleone, Venise, Michele Tramezzino, 1548.

Son travail a été une des sources d'inspiration de relieurs romains dans la seconde partie du XVIe siècle comme Mario Brunacci, Claudio Napolitano, Giulio Morello et Federico Maglioni.

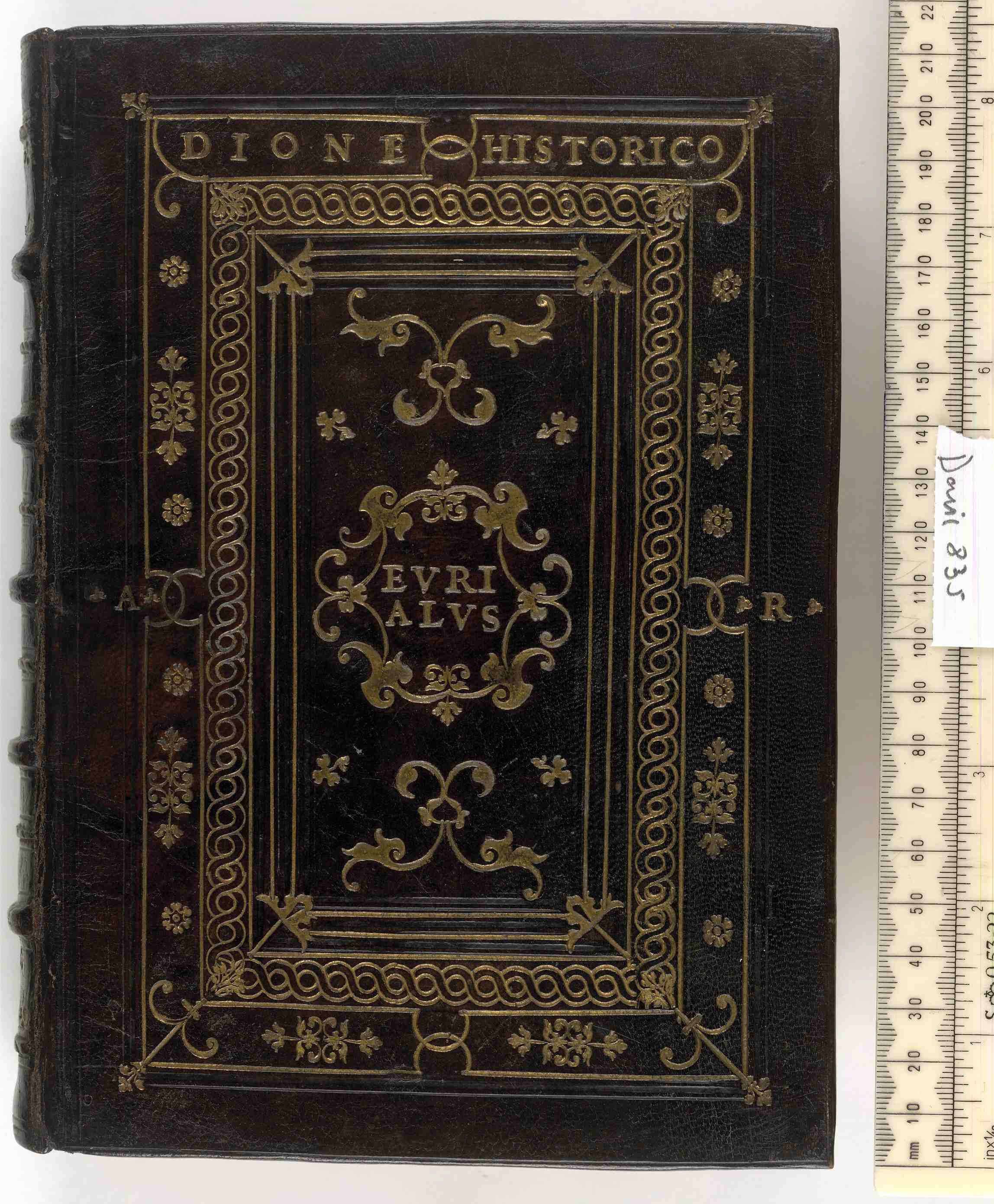
Reliure sur : Dion Cassius, Delle Guerre & fatti de Romani, Paris, 1533.

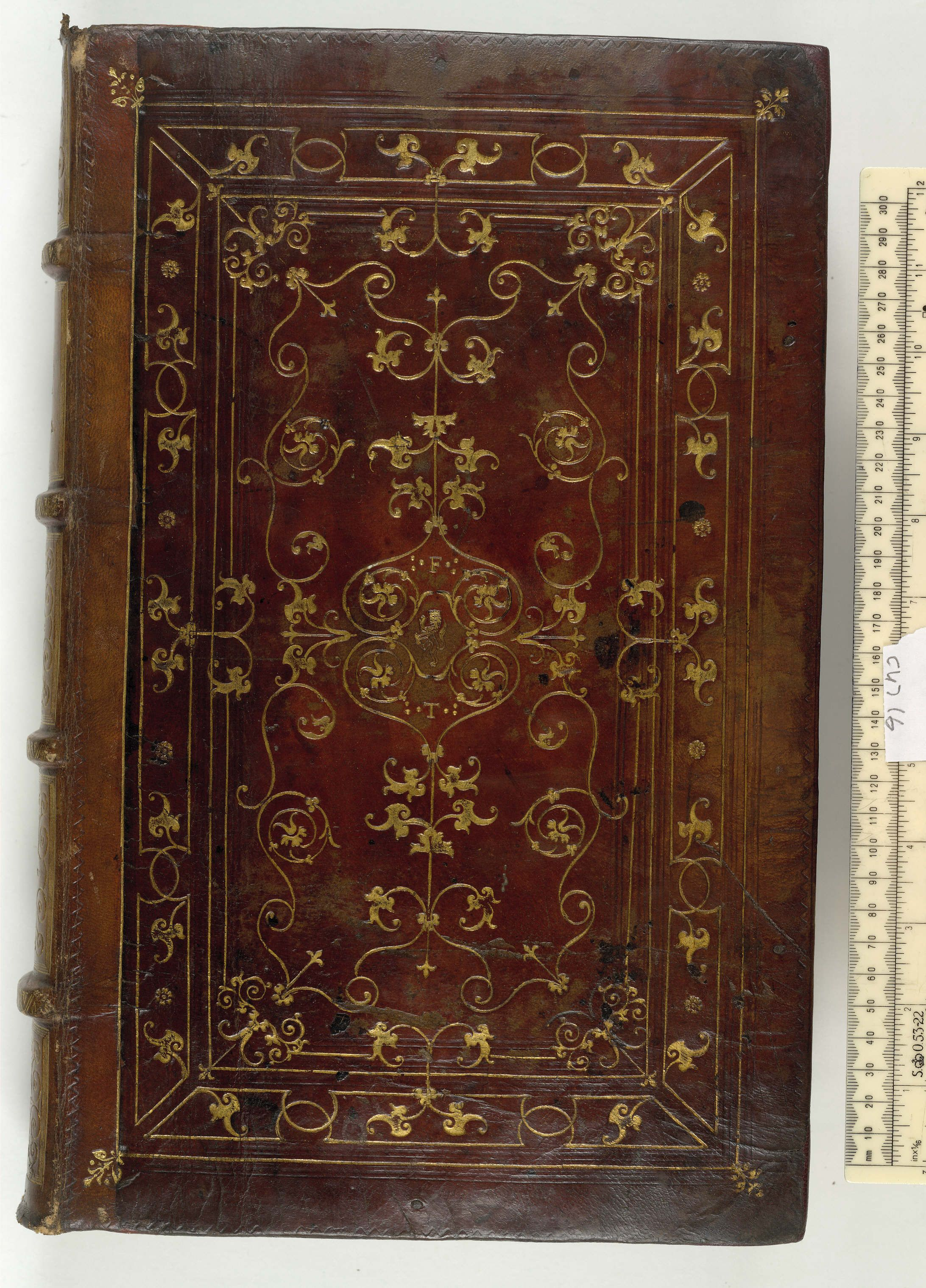
Reliure (plat supérieur) sur : Pline l'Ancien, Histoire naturelle, Paris, 1543.
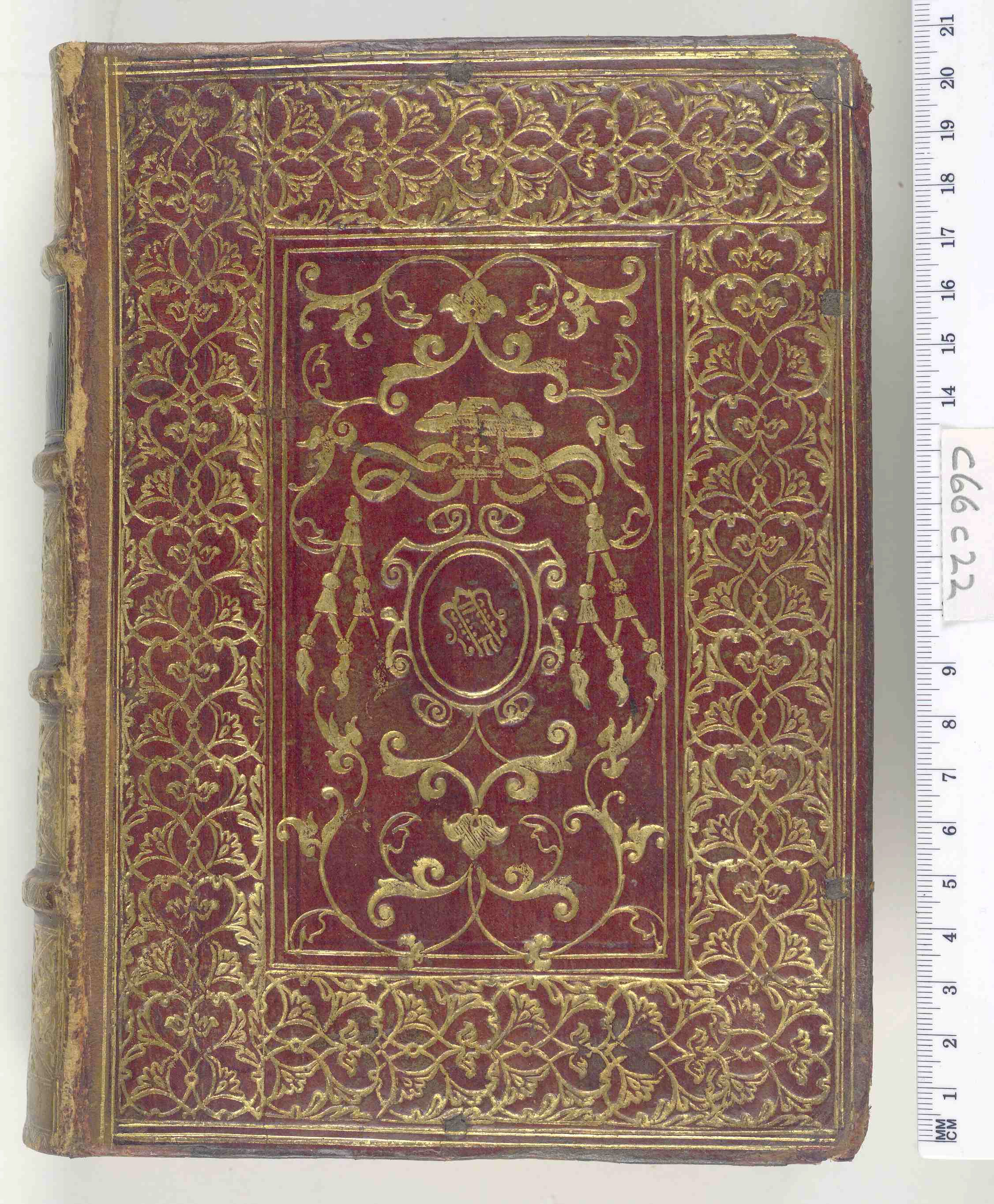
Reliure sur : Francesco Sansovino, Diverse Orationi volgari, Venise, 1561.
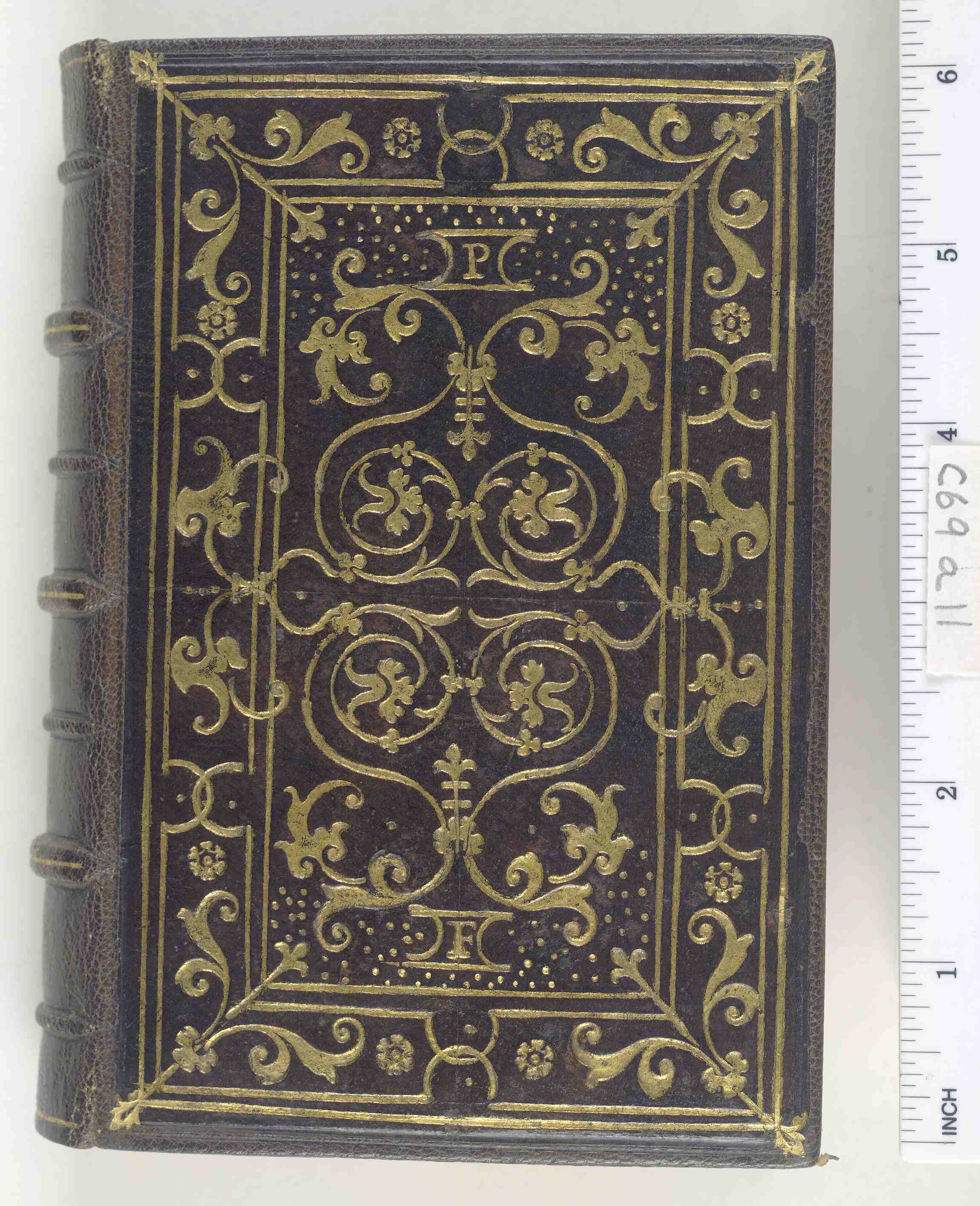
Reliure (plat supérieur) sur : Historia del invito cavalliero Platir..., Venise, 1548.